# Universal Biological Indexer and Organizer
 (octobre 2015).
Si vous disposez d'ouvrages ou d'articles de référence ou si vous connaissez des sites web de qualité traitant du thème abordé ici, merci de compléter l'article en donnant les références utiles à sa vérifiabilité et en les liant à la section « Notes et références ».
L’Universal Biological Indexer and Organizer (UBIO) a pour but d'offrir à la communauté scientifique des outils permettant de consulter et d'enrichir une base de données concernant les noms scientifiques, ainsi que l'arbre de classification taxonomique de toutes les espèces recensées d'organismes vivants.

## Description
L'Universal Biological Indexer and Organizer a été développé par le laboratoire de biologie marine du Woods Hole Oceanographic Institution au Massachusetts dans le but de rendre compréhensible la compilation des noms des organismes et leurs relations,. Là où des bases spécialisés concaténait des noms d'organismes (mais pas la diversité historique de ces noms) avec leurs propres indexations et d'autres les fonctions ou caractérisation de ces organismes, cette base de données taxonomique devait être capable de centraliser tous les noms d'un même organisme, transformant les noms en méta-données grâce à un système d'indexation universel. L'un des objectifs d'uBio est d'indexer les noms reconnus, les erreurs lexicales, les noms vernaculaires dans le maximum de langues possible, les synonymes et toute nomenclature proche de la taxonomie des organismes,.
Accessible gratuitement, le portail uBio permet de rechercher un nom taxonomique par l'intermédiaire de quatre catégories comprenant une recherche web, une recherche dans la littérature scientifique, une recherche moléculaire (séquences= et une recherche par les images. Une des particularités qui a rendu uBio deux à trois fois plus efficace que les outils existants alors a été de catégoriser les noms au niveau du genre plutôt qu'au niveau de l'espèce. La recherche des espèces a alors été rendue plus efficace par ce moyen et permettant à la fois d'obtenir le nom grâce à la fonction NameRank et la classification avec ClassificationBank. L'application a également bénéficié d'un module uBIORSS permettant la mise à jour des informations taxonomiques d'un organisme vivant, en vérifiant de manière automatique plus de 600 sources scientifiques. En  novembre 2004, uBio représente le plus grand catalogue électronique de noms scientifiques d'organismes avec près de 1 396 868 noms.

## Site inaccessible depuis mars 2022
Le site est inaccessible depuis mars 2022[réf. souhaitée].